# Fondo Immobili Pubblici
Il Fondo Immobili Pubblici (abbreviato frequentemente come FIP) è un fondo di investimento, promosso dalla Repubblica Italiana, per la valorizzazione del patrimonio pubblico. Tale fondo, nato nel 2004, è gestito da società di diritto e proprietà private. Pertanto, anche le sue proprietà sono private, nonostante la presenza della parola "pubblici" nel nome, che è da riferirsi agli immobili solo prima delle alienazioni.

## Storia
A seguito della promulgazione di una serie di leggi riguardanti le dismissioni di proprietà pubbliche dalla seconda metà degli anni novanta al 2001 (in special modo la legge del 23 novembre 2001, n. 410, riguardante la disciplina delle cartolarizzazioni e della costituzioni di fondi), nell'ottobre 2004 è stato costituito il FIP, su iniziativa del Ministero dell'economia e delle finanze (MEF), dalla società privata InvestiRE SGR S.p.A., controllata del gruppo Banca Finnat.

## Attività
Nel 2015, il FIP era costituito da 394 immobili, per un valore di mercato complessivo pari a circa 3,7 miliardi di Euro e composto al 70% circa da immobili "ad uso governativo" e da circa il 30% da immobili strumentali degli Enti previdenziali (INPS, INAIL e INPDAP).

## Controversie
L'attività di tale fondo, protagonista delle dismissioni pubbliche occorse a partire dal 2004 ad oggi, è stata oggetto di diverse attenzioni mediatiche e giudiziarie.
La performance di tale fondo è stata povera rispetto a quanto prospettato inizialmente: la Corte dei conti ha, in particolare, rilevato "scarsa trasparenza" in diverse operazioni, in cui è stato applicato indebitamente uno sconto sul prezzo di acquisto.
Le vendite, in alcuni casi, hanno dato risultati complessivi addirittura negativi, ovvero nell'operazione di sale and lease back con vendita dall'affittuario pubblico ad SGR a fronte di un corrispettivo affitto pluriennale, il saldo complessivo è in molti casi sfavorevole alla parte venditrice pubblica e favorevole alla parte acquirente (talvolta anche considerevolmente).
Altre vicende giudiziarie, che hanno valso una condanna in sede Europea, hanno riguardato vari aspetti legati alla valorizzazione, ad esempio la caratteristica dell'impignorabilità di tali immobili.